# Adolf Bacmeister (Mediziner)
Adolf Henning Theodor Lucas Wilhelm Bacmeister (* 15. Juli 1882 in Geestemünde; † 7. Dezember 1945 in St. Blasien) war ein deutscher Lungenfacharzt. Er leitete die Lungenfachklinik St. Blasien.

## Leben
Bacmeister war der Sohn des Landgerichtspräsidenten zu Neuwied und Geheimen Oberjustizrats Georg Arnold Bacmeister und der Frieda Wermuth (1853–1940) sowie Enkel des Kultus- und Finanzministers im Königreich Hannover Georg Heinrich Bacmeister und Bruder des Landrates Georg Albert Bacmeister. Nach seinem Abitur am Max-Planck-Gymnasium in Göttingen studierte er ab 1900 Medizin in München und an der Georg-August-Universität Göttingen, wo er dem Corps Bremensia angehörte. Im März 1905 wurde er in Göttingen zum Dr. med. promoviert. Im September desselben Jahres erhielt er die Approbation.
Die für seine weitere Laufbahn und Spezialisierung erforderlichen Zeiten als Assistenzarzt verbrachte Bacmeister in den folgenden Jahren am pathologischen Institut der Albert-Ludwigs-Universität Freiburg bei Geheimrat Ludwig Aschoff, an der chirurgischen Abteilung vom Universitätsklinikum Bonn sowie am Schweizerischen Institut für Allergie- und Asthmaforschung (SIAF) in Davos bei Karl Turban. Hier erwarb er im Besonderen die grundlegenden Kenntnisse zur Erkennung und Behandlung der Lungentuberkulose. Schließlich folgte ab 1909 noch seine Tätigkeit als Assistent bei Oskar de la Camp am Universitätsklinikum Freiburg, wo er sich ein Jahr später habilitierte und als Privatdozent für Innere Medizin übernommen wurde. Im Jahre 1916 folgte sodann die Ernennung zum außerordentlichen Professor und ab 1937 zum ordentlichen Honorarprofessor an der Universität Freiburg.
Zwischenzeitlich übernahm Bacmeister im Jahre 1914 als Chefarzt die Leitung des 1882 eröffneten Sanatoriums St. Blasien mit seinem Schwerpunkt auf dem Krankheitsbild der Tuberkulose. In den nächsten Jahren konzentrierte sich Bacmeister sowohl auf die Erforschung sowie auf die klinische und organisatorische Bekämpfung der Tuberkulose. Zahlreiche in dieser Zeit entstandene wissenschaftliche Publikationen ließen ihn zu einem der bedeutendsten Tuberkuloseärzte jener Zeit werden. Als Mitarbeiter war Bacmeister am Lexikon der gesamten Therapie beteiligt. Bacmeister ist es dabei maßgeblich zu verdanken, dass die Behandlung der Lungentuberkulose im Reizklima der mittleren Höhenlagen von der Wissenschaft anerkannt wurde, wo man ebenso gute oder sogar bessere Heilresultate erzielen konnte wie in höheren Klimazonen.
Auch die deutsche Wehrmacht wurde auf ihn aufmerksam und stellte Bacmeister als beratenden Sanitätsoffizier für Tuberkulose ein. Er wurde auch Chefarzt des Marinekurlazaretts St. Blasien, welches dem Sanitätschef der Kriegsmarine unterstellt war. Dieses Lazarett hatten die Nationalsozialisten im Jahr 1942 in dem von ihnen geschlossenen Kolleg St. Blasien eingerichtet und bis 1945 aufrechterhalten. Sie ernannten Bacmeister zum Flottenarzt der Reserve und zeichneten ihn am 16. Mai 1944 für seine Verdienste mit dem Ritterkreuz des Kriegsverdienstkreuzes mit Schwertern aus. Er koordinierte mit ihm unterstellen Tuberkuloseärzten auf einer Tagung 1943 die infamen Sulfonamidexperimente im KZ Ravensbrück.
Adolf Bacmeister war verheiratet mit Gertrud Götte (1887–1947), die 1912 den Sohn Hans-Georg Friedrich zur Welt brachte. Nach seinem Medizinstudium und der Promotion verstarb dieser 1943 im Verlauf des Zweiten Weltkrieges und wurde auf dem Ehrenfriedhof in St. Blasien bestattet.

## Werke
- Die Entstehung der menschlichen Lungenphthise, Springer, Berlin, 1914.
- Lehrbuch der Lungenkrankheiten, G. Thieme, Leipzig, 1916.
- Die hausärztliche Behandlung der Lungen-Tuberkulose, G. Fischer, Jena, 1918.
- Therapeutisches Taschenbuch der Lungenkrankheiten, Fischers medizinische Buchhandlung, Berlin, 1920.
- Die Röntgenbehandlung der Lungen- und Kehlkopf-Tuberkulose, G. Thieme, Leipzig, 1924.
- Ernährung und Diät bei Tuberkulose, Steinkopff, Leipzig, Dresden, 1932.
- Die klimatische Behandlung der Tuberkulose und ihre heutige Bewertung, J. Springer, Berlin, 1937.
- Der diagnostische Untersuchungsgang zur Feststellung der aktiven Lungentuberkulose in der allgemeinen Praxis, G. Thieme, Leipzig, 1938.